# ミッキーの引越し大騒動
『ミッキーの引っ越し大騒動』（ミッキーのひっこしだいそうどう、）または『ミッキーの引っ越し騒動』（ミッキーのひっこしそうどう（原題：Moving Day）は、ウォルト・ディズニー・プロダクション（現：ウォルト・ディズニー・カンパニー）が制作したアニメーション短編映画作品である。ミッキーマウスの短編映画シリーズの一作品。

## あらすじ
ある家に、ミッキーとドナルドが家賃が滞納していて困っていると、保安官のピートがやってきた。ピートは家賃を払わないミッキーたちに立ち退き命令を出し、挙句に「ここの家具を家ごと売り払う」と言い残すと、ドナルドの顎でマッチに火をつけて葉巻を吸い、火がついたマッチをドナルドの口の中へ放り込んで笑いながら立ち去る。ピートの悪辣な態度にドナルドは腹を立てるが、ピートはそれに見向きもしないように「ボロ家具の大安売り」の看板を立て始める。
そこへ氷売りをしているグーフィーがトラックに乗って現れる。ミッキーとドナルドは、彼に頼みをした。そう、ピートが気付かないうちに引っ越すことにしたのだ。
ミッキーは、家具を一つの箱にギュウギュウと押し込んでやっと全部入ったのに入りきらず、全部中身が飛び出してしまう。そこで、グーフィーとピアノの奮闘ぶりが始まる。グーフィーが自動車にピアノを乗せて背中を向けると、ピアノが、グーフィーにぶつかってしまう。このピアノはグーフィーが背中を向けると動き、グーフィーが顔を向けると、止まるようになっている。グーフィーが背中を向けては、顔を向け、ぶつけては、ぶつかっているうちに、やっとのことでピアノを外に追い出した。しかし、まだピアノは、グーフィーの所に行こうとしていた。グーフィーが顔を出しては、ピアノが止まり、顔を隠しては、ピアノが動こうとするのだ。
その頃、ミッキーとドナルドは、それどころではない。ドナルドはガスコンロの栓をぬくと、ガス漏れがした。ドナルドは通水カップをガス宣に積めると、ガスで通水カップが勢いよく飛び、ドナルドのお尻にはまってしまう。ドナルドは、尻の通水カップを取ろうと悪戦苦闘している。そのうちに、通水カップがヘリコプターのように飛び、電球線に絡まってしまう。ドナルドが思いっきり引っ張ると、今度は、お尻が金魚鉢にはまってしまった。ドナルドは怒り狂いながら、お尻から金魚鉢を取ろうと必死。
その頃、グーフィーはまだやっていた。窓から帽子を見せると、ピアノは止まった。グーフィーがドアから顔を出してベーをした。彼は安心して歌を歌っているうちに、ピアノがグーフィーにぶつかり、グーフィーは冷蔵庫に突っ込んでしまう。そこでスイカを食べ始めた。
ドナルドは、紐で金魚鉢を思いっきり引っ張ると、まだ取れない。もう一度引っ張るとやっと取れた。ところが、ドナルドの口ばしにガス管がはまってしまい、ドナルドは風船のように飛び始め、お皿をめちゃめちゃにしてしまう。
この騒ぎを聞きつけたピートは、ミッキーたちを怒鳴りつけると、またドナルドの顎でマッチで火をつけ始めた。すると、まだガス漏れなので家が大爆発してしまい、ミッキーたちと家具ともろとに吹っ飛んでしまう。ミッキーとグーフィーは、その勢いで自動車に乗っかると自動車の荷台に家具とドナルドが乗っかった。ピートはお風呂台で乗っかっていると、シャワーでびしょ濡れになってしまう。ドナルドがアヒル声で大笑いすると、さっきの通水カップがまたドナルドのお尻にはさまってしまい、再び取ろうと悪戦苦闘するドナルドだった。

## スタッフ
- 製作：ウォルト・ディズニー
- 音楽：リー・ハーライン
- 原画：アート・バビット
- 監督：ベン・シャープスティーン

## キャスト
| キャラクター   | 原語版               | 旧吹き替え版 | 新吹き替え版 |
| -------------- | -------------------- | ------------ | ------------ |
| ミッキーマウス | ウォルト・ディズニー | 後藤真寿美   | 青柳隆志     |
| ドナルドダック | クラレンス・ナッシュ | 関時男       | 山寺宏一     |
| グーフィー     | ピント・コルヴィッグ | 小山武宏     | 島香裕       |
| ピート         | ビリー・ブレッチャー | 内田稔       | 大平透       |
| ナレーション   | -                    | 江原正士     | -            |

## 映像ソフト化
- 『夢と魔法の宝石箱 ドナルドとおとぼけグーフィー』（VHS、ブエナ・ビスタ・ホーム・エンターテイメント、新吹き替え版）
- 『Disneyゆかいな仲間たち ハロー！ミッキー』（VHS、ブエナ・ビスタ・ホーム・エンターテイメント、新吹き替え版）
- 『ミッキーマウス／カラー・エピソード Vol.1 限定保存版』（DVD、ブエナ・ビスタ・ホーム・エンターテイメント、新吹き替え版）